# Tomcats Screaming Outside
Singles
1. Low Life
Sortie : 12 mars 2001
2. For the Love of Cain
Sortie : Août 2001

Tomcats Screaming Outside est le premier album studio solo de Roland Orzabal, sorti le 2 avril 2001 au Royaume-Uni et le 11 septembre 2001 aux États-Unis.
C'est un album éclectique qui navigue entre trip hop, drum and bass et garage rock. Ce disque aurait pu devenir le sixième album de Tears for Fears ; on y retrouve Alan Griffiths qui avait contribué aux deux albums précédents du groupe.
Salué par la critique, il n'a cependant rencontré que peu d'échos dans les charts, en partie à cause d'Eagle Records, petite maison de disques ne distribuant que peu en Amérique. Et pour l'anecdote, on peut signaler que sa date de sortie aux États-Unis est tombée le 11 septembre 2001, date tragique de l'histoire américaine.

## Liste des titres
Toutes les chansons sont écrites et composées par Roland Orzabal et Alan Griffiths, sauf mention contraire.
| No  | Titre                           | Auteur  | Durée |
| --- | ------------------------------- | ------- | ----- |
| 1.  | Ticket to the World             |         | 5:48  |
| 2.  | Low Life                        | Orzabal | 4:36  |
| 3.  | Hypnoculture                    | Orzabal | 3:13  |
| 4.  | Bullets for Brains              |         | 4:08  |
| 5.  | For the Love of Cain            | Orzabal | 4:06  |
| 6.  | Under Ether                     |         | 5:51  |
| 7.  | Day By Day By Day By Day By Day |         | 4:35  |
| 8.  | Dandelion                       |         | 3:03  |
| 9.  | Hey Andy!                       | Orzabal | 4:25  |
| 10. | Kill Love                       |         | 5:40  |
| 11. | Snowdrop                        |         | 4:23  |
| 12. | Maybe Our Days Are Numbered     |         | 4:47  |

## Musiciens
- Roland Orzabal : guitare, claviers, chant, programmation, composition
- Alan Griffiths : guitare, claviers, programmation, composition
- David Sutton : basse
- Nick D'Virgilio : batterie
- Mark O'Donoughue : Mix audio